# Igreja de Nossa Senhora do Rosário dos Pretos (Tiradentes)
A Igreja de Nossa Senhora do Rosário dos Pretos é uma igreja católica de Tiradentes, no Brasil, um belo exemplo da arte barroca no país.
Nada se sabe sobre sua construção, uma vez que os livros da irmandade mantenedora foram perdidos. Provavelmente foi erguida entre 1740 e 1770. Tem uma planta simples que segue os padrões barrocos mais comuns, com uma nave única e uma capela-mor ao fundo, ladeada de duas sacristias. Um consistório foi construído na lateral da nave. O templo tem as dimensões de uma capela. A fachada é assimétrica, com o corpo da igreja ladeado por uma extensão à esquerda que serve como campanário, e à direita é visível um outro volume, mais baixo e mais recuado, que serve como sala de apoio. A fachada possui uma única porta centralizada, emoldurada por um rica trabalho em arenito amarelo lavrado, cujo frontispício traz um medalhão em relevo com um monograma mariano. A ornamentação se estende para cima até encontrar um nicho em forma de arco onde há uma estátua de São Benedito, também emoldurado em arenito lavrado com volutas. Ladeiam este nicho dois janelões de moldura retangular. Por cima deste bloco corre uma larga cimeira que contorna o arco do nicho. Sobre ela se abre um óculo polilobado, ocupando a parte central do frontão, cujo perfil é de um arco quebrado com volutas nas laterais. Sobre ele, uma cruz de pedra, e nas extremidades laterais, dois pináculos. Pilastras duplas sustentam o volume do frontão. Todas as vergas das aberturas principais são retas, característica típica em Minas na primeira metade do século XVIII.
A decoração tem seus pontos fortes no retábulo-mor em estilo Barroco Joanino, com detalhes em estilo Rococó, com douraduras e policromia; nos dois altares do arco cruzeiro, no mesmo estilo Joanino, mas de feição mais simplificada e popular; na balaustrada torneada; no púlpito em cantaria lavrada; no coro sustentado por pilastras e nas pinturas do teto. A importante pintura do teto da capela-mor representa Nossa Senhora do Rosário com o Menino Jesus que estão entregando rosários para São Francisco e São Domingos. A cena é inserida em uma pintura de perspectiva ilusionística. Seu autor não foi identificado. O teto da nave, em mau estado de conservação, segue o padrão do Estilo Nacional Português mais antigo, com o espaço compartimentalizado em caixotões, com painéis pintados provavelmente por Manoel Victor de Jesus no início do século XIX, representando os mistérios do Calvário e três referências à Ladainha de Nossa Senhora. Pela sua importância histórica e artística a Igreja foi tombada pelo IPHAN em nível nacional.